# ネルソンレイヨウジリス
ネルソンレイヨウジリス（Ammospermophilus nelsoni）は、ネズミ目（齧歯目）リス科レイヨウジリス属に属するジリスの1種。
カリフォルニア州サンホアキン・バレーに分布する絶滅危惧種。

## 分布
アメリカ合衆国カリフォルニア州サンホアキン・バレー
谷の西の端に沿った斜面と尾根を含む、サンホアキン・バレーに分布する。この地域の固有種で、今日の生息範囲は本来の生息地よりもかなり狭まっている。大規模な農地開発による生息地の喪失と、殺鼠剤の使用とが合わさって、絶滅危惧種に指定されるほどに個体数が減少した。
今日生存しているネルソンレイヨウジリスの大半は、元々の生息地で、手付かずで残っているカリーゾ平原（Carrizo Plain）に見られる。サンルイスオビスポ郡とカーン郡の孤立した場所の、砂に覆われた、穴の掘りやすい草地に家族で小さなコロニーを作って住む。本種と関連のあるよく見かける植物には、ハマアカザ属、マオウ属、いくつかのビャクシン属が含まれる。種小名の nelsoni は、アメリカの動物学者エドワード・ウィリアム・ネルソン（Edward William Nelson）への献名である。

## 形態
体長は、オスが約249ミリメートル、メスが約238ミリメートル。
被毛は、背部がくすんだ黄褐色で、 腹部は白色、他のレイヨウジリス属の外見と同じく、体の両側面に白色の縞がある。尾の下側は、黄褐色がかった白色で黒い縁取りがある。

## 生態

### 繁殖
ハウベッカーの研究によって、本種の繁殖とライフサイクルについて豊富な情報を得ることができる。繁殖は、晩冬から早春にかけて行い、3月に出産する。妊娠期間は、1か月未満。子供は、4月の第1週頃まで巣穴から出てこない。繁殖は年1回で、子供は一年のうち緑の植物が最も豊富な時期に生まれる。
離乳は、子供が地上に姿を表す前に始まっているか、既に終わっている。いったん地上に出ると、子供は独りで食べ物を探し回るようになる。離乳期の間、母親は独りで食料を食べ、子供が鼻をこすりつけようとしたり、乳を飲もうとしたりするのを無視する。必要に応じて、母親は違う巣穴で夜を過ごすこともある。5月中旬頃には、子供の被毛から大人の被毛へと変化し始め、夏までに生え変わる。大人に成長すると、年齢の違いは見分けがつかなくなる。寿命は短く1年に満たないことも多いが、いくつかの個体は、野生下で4年以上生き延びた。

### 縄張り
コロニーは6-8匹からなるが、各個体が縄張りに均一に分散しているわけではない。通常、1ヘクタールあたりおよそ1匹である。
冬や夏の気温でも穴を掘り進みやすいため、深く、肥沃な土壌を好む。放置されたカンガルーネズミの巣穴を、自分たちの巣穴にすることもある。雌雄ともに同じ広さの、約4.4 ヘクタールの縄張りを持つ。

### 食性

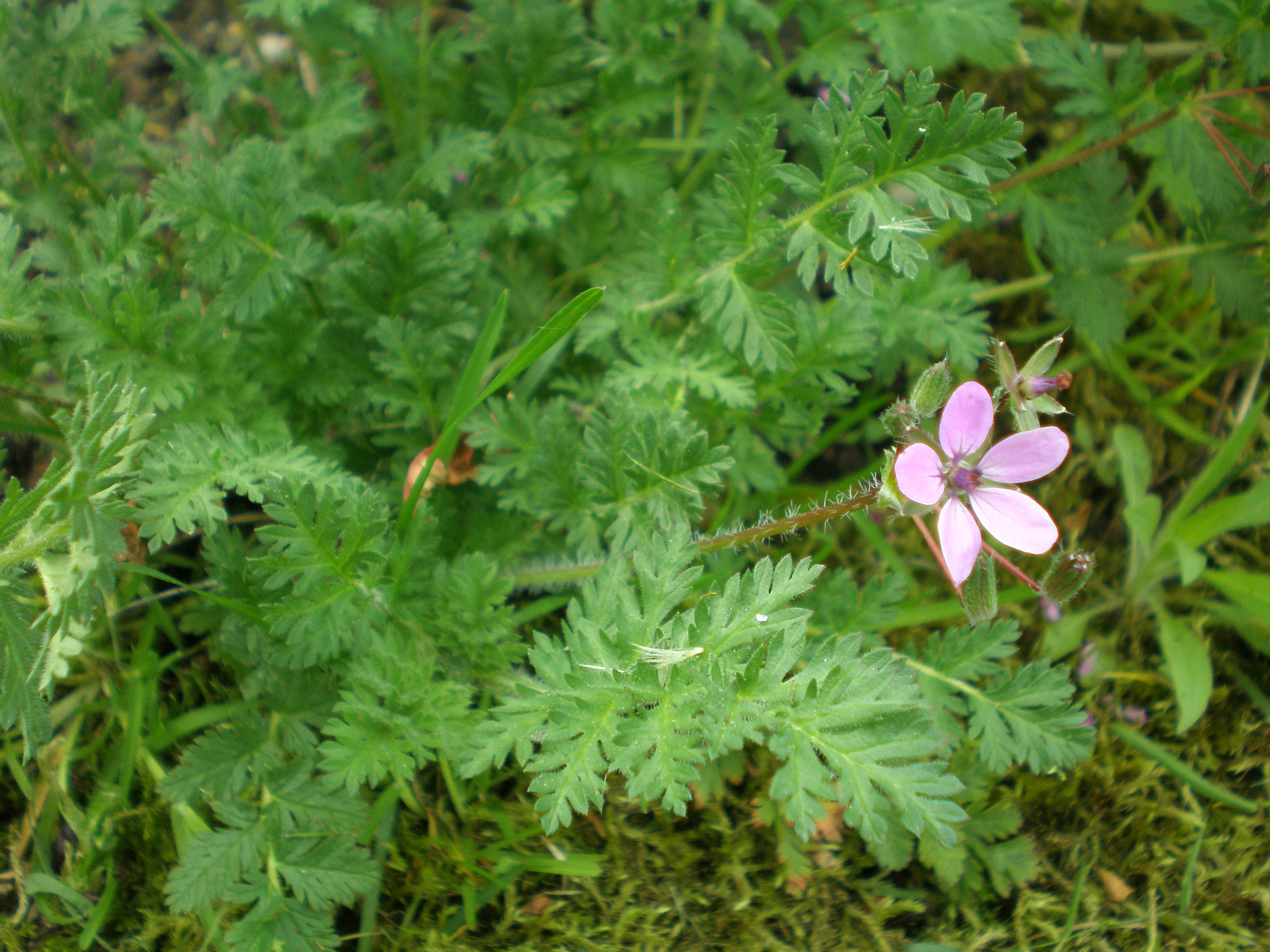
オランダフウロ

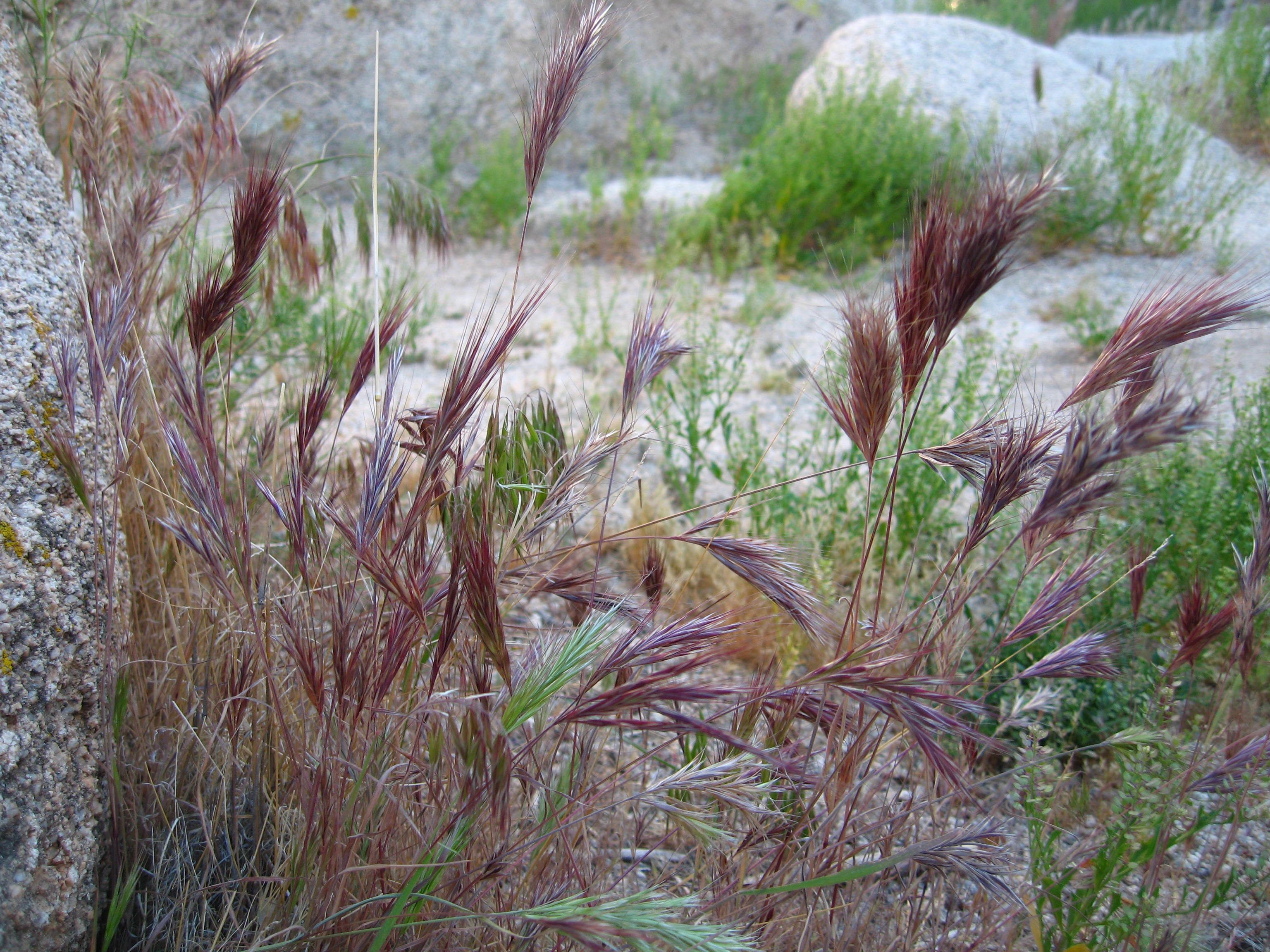
チャボチャヒキ

雑食性で、種子、植物、昆虫などを食べる。たまに貯食をする。オランダフウロ (Erodium cicutarium) とチャボチャヒキ (Bromus  madritensis rubens) は重要な食料である。しかしながら、食料は季節や時間によって変化する。緑の植物は、12月から翌年4月中旬までの間、最も豊富にあるため、最もよく食べられる食料である。同様に、昆虫は4月中旬から12月にかけて豊富になり、食料の90パーセント以上になる。種子は、1年のうちほとんど食べることができるが、好ましい食料ではない。種子の方が豊富で手に入れやすい時でさえ、昆虫または緑の植物を選ぶ。これは、暑く乾燥した気候を生き抜くために必要な水分が、昆虫や緑の植物により多く含まれることによると推測される。残念なことに、近くに豊富な水源はない。研究所の環境下では、彼らはすぐに水を飲むことができる。しかしながら、日陰で水のない状態でも、少なくとも7か月は生き延びることができ、その7か月後、彼らは比較的健康で、全くやせ衰えていなかった。

### 行動

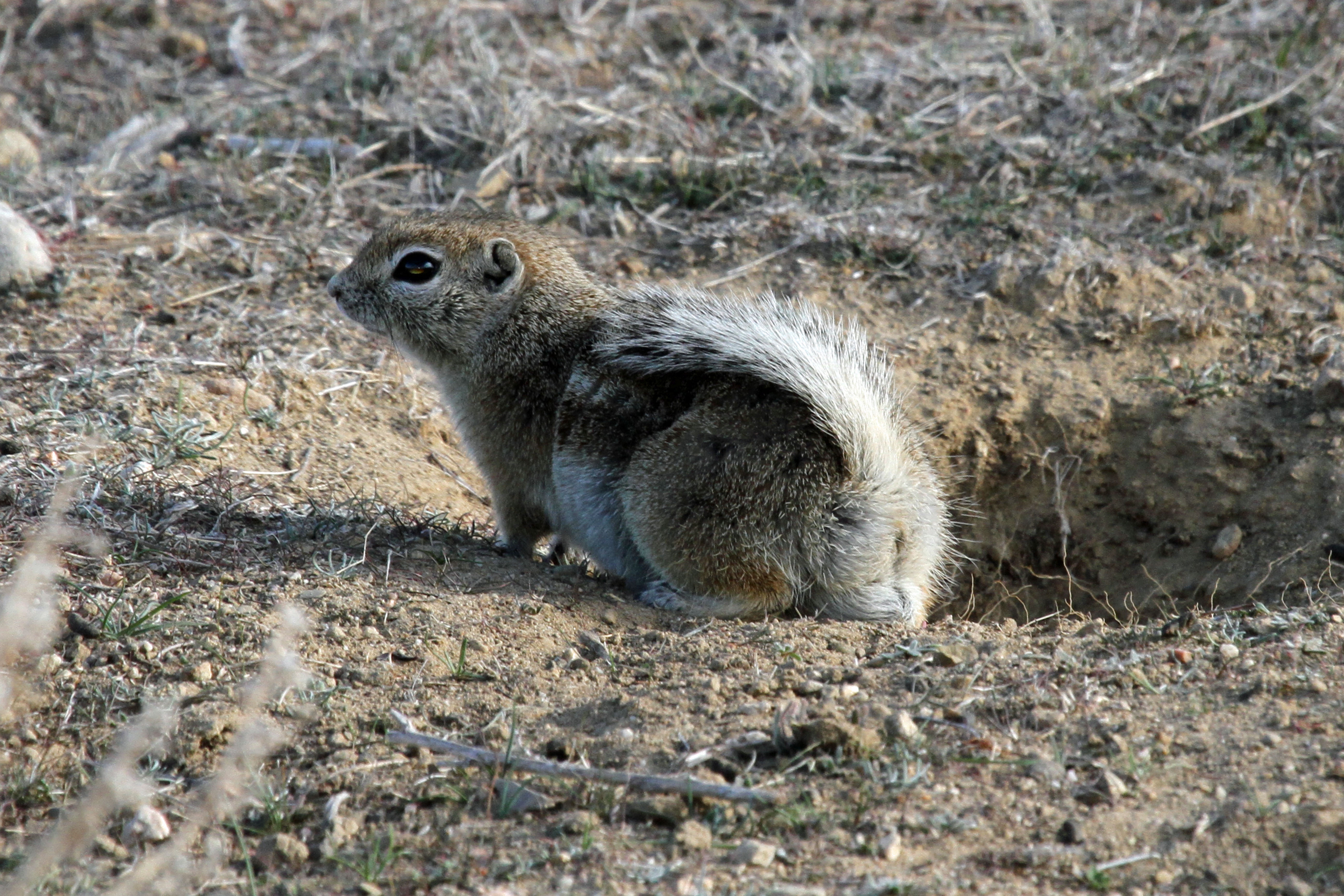
ネルソンレイヨウジリスの尾の裏側

社会性がある。個別に縄張りの外に連れ出し、知らない土地に放すと、独りでは動けず混乱してしまう。生息環境の厳しい暑さのため、日中は多くのエネルギーを消費しない。実際に、直射日光の下では、31-32°Cという気温で死んでしまう。したがって、日中の暑い時間帯にはほとんど活動しない。冬眠に関する証拠はないが、巣穴の中では寒さに悩むことはなく、氷点下の気温でも生き延びることができる。早起きではなく、通常日の出後までに見かけることはないが、真昼の暑さを避けて、朝と夕方に巣穴から出て食事をする。正午頃になると巣穴に消え、最も早くても午後2時頃までは姿を現さない。気候の穏やかな日には、食糧探しに時間をかけ、対照的に暑い日や寒い日には、急いで食べ物を巣穴に持ち帰る。砂浴びを好み、地面の土埃の上で体を伸ばしたり、転がったりすることは、寄生虫が蔓延するのを防ぐのにも役立つ。
巣穴から出てくる際はとても用心深い。食べ物を探しに行く際に通る特定のルートがあり、近くに危険を感じると、そのルート沿いにある巣穴に駆け込んで安全を確保する。素早く動き、一箇所に長く止まらない。食べ物の好き嫌いがあり、興味のない食べ物は手に取って確かめることさえ滅多にない。危険から逃れる際の素早い動きに加えて、走る際に、尾の裏側の白っぽい色を見せるという特徴がある。走りながら、尾を背中の上に乗るように丸めて、素早く振ったり、前後にぴくぴくと動かす。この動きは、アザミの冠毛が風になびく錯覚を引き起こし、捕食者に気づかれないようにするためのものである。
さらに、捕食されるのを防ぐために、彼らは警戒鳴きをする。この警戒鳴きの音量は大きくはないが、激しい体の動きと関連している。鳥類のハマヒバリとミヤマシトドもまた、捕食者を発見する助けとなる。ネルソンレイヨウジリスは、これら2種の鳥の警戒鳴きを聞いて敵の存在を知ることができる。アメリカアナグマは、主な捕食者で、ネルソンレイヨウジリスを捕まえるために巣穴を破壊する。また、コヨーテとキットギツネも本種を捕食することで知られているが、彼らの主食ではない。

## 脅威
農地開発と都市開発の増加は、本種にとって増えつつある問題である。本種は、耕された土地ではコロニーを作らないため、農地の増加は彼らの生息地を奪い、代わりの選択肢を残してはくれない。家畜の放牧は、残された生息地をさらに破壊し、外来植物は、本種が食料にしたり日陰や覆いとして頼ったりする在来植物を乗っ取ってしまう。また、近くの農場から漂ってくる殺虫剤も生息地を侵害する 。これらの行為は、本種の個体数に害を及ぼすだけではなく、サンホアキン・バレーの他の在来生物や植物にも問題を引き起こしている。アオイ科の kern mallow Eremalche parryi、キク科の San Joaquin woolly threads Monolopia congdonii、アブラナ科の California jewel flower Caulanthus californicus、そしてサボテンの一種の Bakersfield cactus Opuntia basilaris などの在来植物は、外来植物に追いやられており、すべてアメリカ連邦政府の絶滅危惧植物となっている。

## 保護

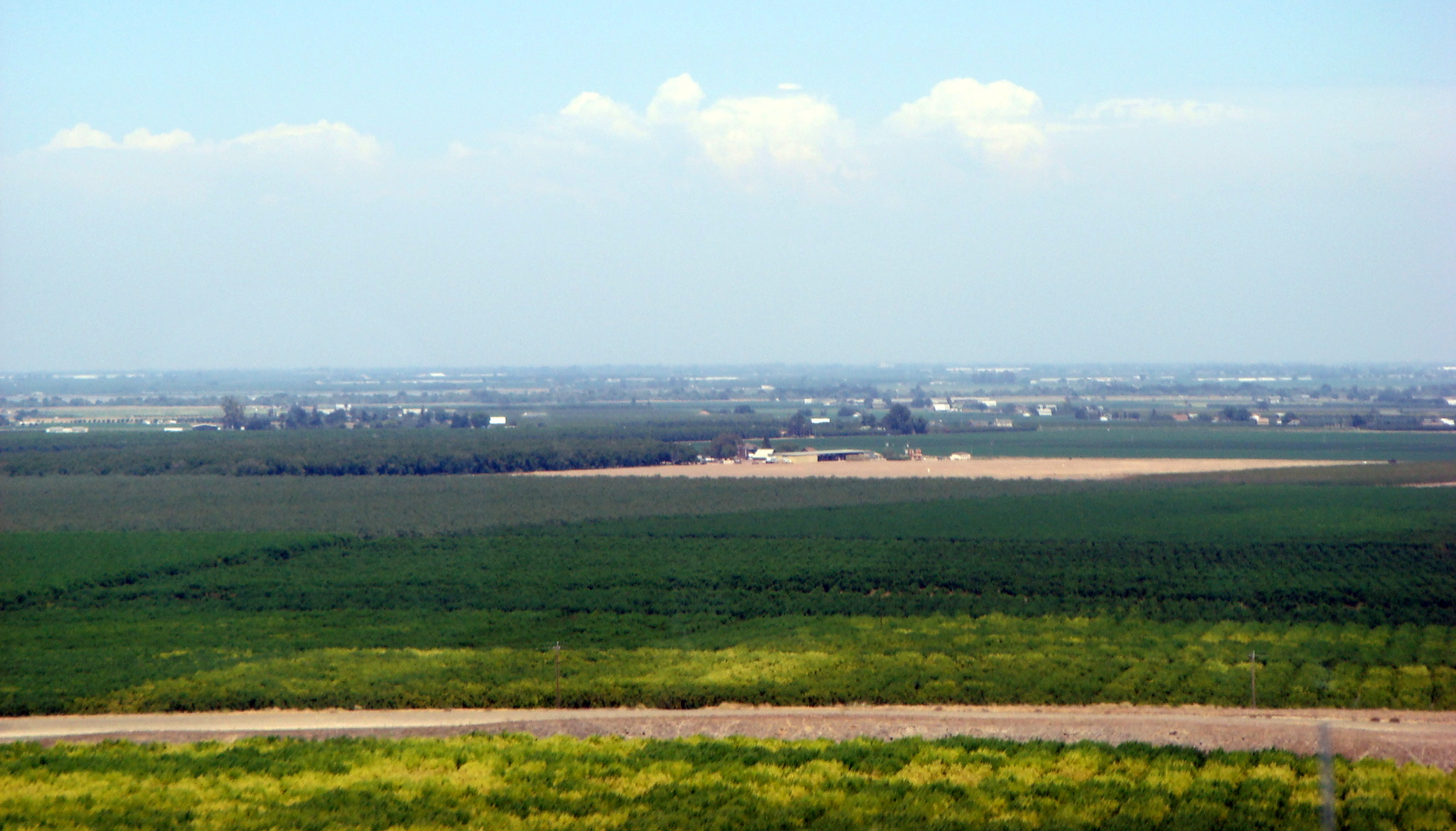
サンホアキン・バレー

サンホアキン・バレーでは、種の減少を引き起こしている外来種および他の人為的な原因を管理する試みが行われている。規定された野焼きは、外来植物を管理するためのひとつの方法だが、この方法は在来種も同様に殺してしまうし、また費用が高い。牛の放牧が土地に与える影響についての研究も行われており、土地に与える影響を減らす計画を発展させることができる。規定された放牧を使用する案は、谷の外来植物の生長を減少させるのに役立つ。
他にも化学的、機械的な処置があるが、これらの方法は、特に広い地域では時間と費用がかかる。また、除草剤の使用は、風によって化学物質が拡散すると、潜在的に生物種に悪い影響を及ぼす。合衆国魚類野生生物局は、1998年に絶滅の危機に瀕する種の保存に関する法律10節においてセーフ・ハーバー協定を使用する案を含む復旧計画を立てた。これにより、サンホアキン・バレーの絶滅危惧種を管理する最も望ましい妥協案を決定するため、合衆国魚類野生生物局と農園の地主との連携が始まった。
サンホアキン・バレーでは絶滅の危機に瀕した在来種の数が増加しているため、複数の種を同時に保護する取り組みが重要である。生態系レベルでの管理は、すべての種の役割が考慮される。また、周辺住民の知識を高め、教育することは、保護への基金を増やし、計画の運営をさらに助けるだろう。ネルソンレイヨウジリスの観察と研究は、サンホアキン・バレーにおいて本種がどのように絶滅に瀕しているのか、また安定した個体数を再構築するためには何をすることが必要かを特定するために必要である。しかし、本種に関するほとんどの情報は、個体数の減少の問題と原因については議論しているが、見込みのある回復への多くの見識を与えてはくれない。1918年の時点で、グリネルとディクソンは、本種が絶滅するのは時間の問題だと考えていた。